# Turrella crassa
Turrella crassa is een slakkensoort uit de familie van de Clathurellidae. De wetenschappelijke naam van de soort is voor het eerst geldig gepubliceerd in 1954 door Charles Francis Laseron.